# Ноћ од паучине
Ноћ од паучине југословенски је ТВ филм из 1978. године. Режирао га је Милош Радивојевић а сценарио је написао Мирко Ковач.

## Радња
Радња се дешава за време рата. На скоро напуштену железничку станицу у брдима, доводе затвореника, и предају га шефу који сам обавља све послове промета. У станици са њим живи и двоје деце. Наоружани официр предаје шефу затвореника са наређењем да га преда првом војном транспорту. Шеф станице и затвореник проводе ноћ сами у станици чекајући војни воз за који се не зна кад ће стићи. Ред вожње не постоји. Током разговора шеф станице наслућује да је затвореник припадник покрета отпора. Код њега се јавља велика симпатија и самилост. Даје му да једе, игра са њим шах, али га на крају ипак предаје војницима војног транспорта који је стигао пред зору.

## Улоге
| Глумац                   | Улога              |
| ------------------------ | ------------------ |
| Велимир Бата Живојиновић | Шеф станице        |
| Александар Берчек        | Затвореник         |
| Владан Живковић          | Официр             |
| Љубомир Ћипранић         | Железничар         |
| Јозо Лауренчић           | Син шефа станице   |
| Соња Лауренчић           | Ћерка шефа станице |